# The Terminator: Dawn of Fate
The Terminator: Dawn of Fate è un videogioco basato sulla serie cinematografica Terminator.
Il videogioco si svolge prima e durante gli eventi che nel film portarono Kyle Reese ad essere inviato indietro nel tempo per proteggere Sarah Connor. Nel videogioco compare come personaggio giocabile Perry, menzionato nel primo film di Terminator.
Hanno contribuito alla colonna sonora assieme a Robert Daspit il gruppo industrial metal Fear Factory, che ha composto per il gioco tre brani, tra cui principalmente Terminate.

## Compatibilità
- Questo gioco è anche compatibile per Xbox 360.